# 한빛
박한빛